# Lake Ivanhoe (Wisconsin)
Lake Ivanhoe es un lugar designado por el censo ubicado en el condado de Walworth en el estado estadounidense de Wisconsin. En el Censo de 2010 tenía una población de 435 habitantes y una densidad poblacional de 323,61 personas por km².

## Geografía
Lake Ivanhoe se encuentra ubicado en las coordenadas 42°34′48″N 88°20′30″O / 42.58000, -88.34167. Según la Oficina del Censo de los Estados Unidos, Lake Ivanhoe tiene una superficie total de 1.34 km², de la cual 1.34 km² corresponden a tierra firme y (0%) 0 km² es agua.

## Demografía
Según el censo de 2010, había 435 personas residiendo en Lake Ivanhoe. La densidad de población era de 323,61 hab./km². De los 435 habitantes, Lake Ivanhoe estaba compuesto por el 60.46% blancos, el 15.17% eran afroamericanos, el 1.38% eran amerindios, el 0.23% eran asiáticos, el 0% eran isleños del Pacífico, el 14.02% eran de otras razas y el 8.74% pertenecían a dos o más razas. Del total de la población el 26.67% eran hispanos o latinos de cualquier raza.